# Club Deportivo Marte Soyapango
Maillots
Le C.D. Marte Soyapango est un club de football salvadorien basé à Soyapango, fondé en 1976.
Le club évolue dans le championnat du Salvador de deuxième division.

## Palmarès
- Championnat du Salvador de D2
  - Champion : 1987, 1999